# 东河北遗址
东河北遗址，位于中国吉林省伊通县景台镇，为一个省级文物保护单位，类型为古遗址，公布时间为2007年5月31日。该文物保护单位由伊通县文管所管理。
东河北遗址的历史年代为新石器。